# Danze caraibiche
Per danze caraibiche s'intende un gruppo di balli nati e facenti parte della cultura caraibica. I principali balli rappresentanti di questo genere di danze sono tre: la salsa, la bachata e il merengue. Oltre a questi tre balli, (che sono le principali discipline insegnate nelle scuole di ballo) si annoverano il reggaeton, la rumba, il son, il  bolero, il mambo, il cha cha cha e molti altri balli nati nelle isole delle Antille.   